# Douglas MacAgy
Douglas MacAgy, född 1913 i Toronto i Kanada, död 1973 i Washington D.C. i USA, var en kanadensisk-amerikansk konsthistoriker, kurator och museichef.
Douglas MacAgy utbildade sig på Barnes Foundation i Philadelphia i USA och arbetade från 1941 som kurator och assistent till Grace Morley, som var chef för San Francisco Museum of Art. Han var 1945–1950 chef för California School of Fine Arts i San Francisco under en period när denna konsthögskola var centrum för konströrelsen abstrakt expressionism. Han var därefter rådgivare till Museum of Modern Art i New York och 1959–1963 chef för det nya – och kortlivade – Dallas Museum for Contemporary Arts. Han blev amerikansk medborgare 1968 i samband med att han blev vice chef för, och ansvarig för utställningar på, den federala myndigheten National Endowment for the Arts. Han innehade denna tjänst till 1972.
Han var kurator på Hirschhorn Museum and Sculpture Garden   i Washington D.C. och svarade för konstinstallationerna i dess skulpturpark.
Han var under ett antal år från 1941 gift med Jermayne MacAgy. Douglas MacAgy var i sitt andra äktenskap gift från 1955 med Elizabeth Tillett MacAgy (1930–1980).